# عناصر مندلييف المتوقعة

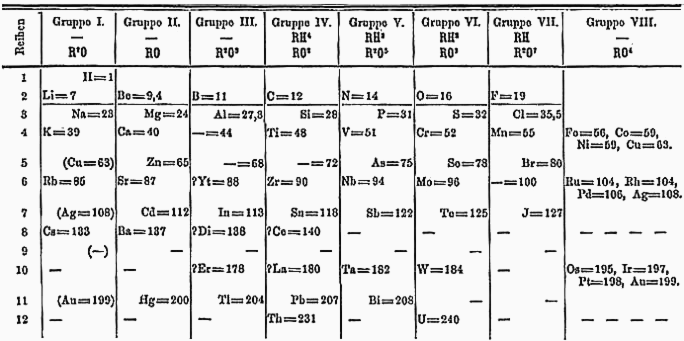

عناصر مندليف المتوقعة هي مجموعة من العناصر الكيميائية قام عالم الكيمياء وواضع الجدول الدوري ديمتري مندلييف بالتنبؤ بوجودها رغم عدم اكتشافها في تلك الآونة (1869 م) وذلك اعتماداً على الخصائص الدورية لها.
قام مندلييف للإشارة إلى تلك العناصر المتوقعة باستخدام سوابق وهي إيكا Eka ودفي dvi وتري tri من اللغة السنسكريتية للأرقام 1 و2 و3، وذلك اعتماداً على المكان المتوقع للعنصر تحت العنصر المنسوب إليه في الجدول الدوري.
على سبيل المثال، كان عنصر الجرمانيوم يعرف باسم إيكا-سيليكون حتى اكتشافه سنة 1886، كما أن الرينيوم كان يسمى دفي-منغنيز إلى حين اكتشافه سنة 1926.

## اقرأ أيضاً
- جدول دوري
- ديميتري مندلييف